# 소원을 말해봐 (Genie)
《소원을 말해봐 (Genie)》는 대한민국의 음악 그룹 소녀시대의 두 번째 미니 음반이다. 2009년 6월 29일에 SM 엔터테인먼트를 통해 발매되었다. 타이틀곡은 〈소원을 말해봐〉로 지치고 힘들어하는 모든 이들에게 용기와 열정을 찾을 수 있도록 복돋아주는 내용의 노래이다.

## 발매
소녀시대는 25일 음반 발매에 앞서 2009년 6월 22일 타이틀곡 〈소원을 말해봐〉 음원을 선 공개했다.

## 특징

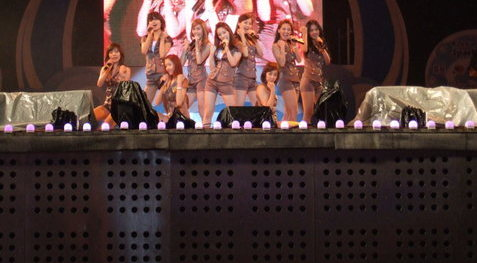
2009년 7월 12일 보령머드축제에서 〈소원을 말해봐 (Genie)〉 공연 중인 소녀시대.

- 타이틀 곡은 〈소원을 말해봐〉로, 2009년 6월 26일 KBS 《뮤직뱅크》에서 컴백 무대를 가졌으며, 이후 7개월뒤에 발매된 2집 정규앨범 Oh!에서는 12번 트랙에 수록되며, 리패키지 《RUN DEVIL RUN》 에서는 15번 트랙에 수록된다.
- 〈소원을 말해봐〉에서 소녀시대가 추는 "제기차기 춤"[2]과 "각선미 춤"[3] 이 화제가 되었다.
- 본래 6월 25일이 발매 예정이었으나 앨범 재킷에 사용된 그림의 일부가 제2차 세계 대전 당시 일본군의 전투기였던 미쓰비시 A6M 영식 함상 전투기, 일명 제로센과 비슷하다는 지적을 받아 앨범 재킷을 수정하고 발매일을 6월 29일로 변경했다.[4]
- 음원 공개 6일만에 국내 모든 음원차트에서 1위를 차지하였다.[5]
- 6번 트랙 〈1년 後〉는 제시카와 샤이니 멤버 온유의 듀엣곡이다.
- 1년 후인 2010년 9월, 소녀시대는 일본으로 진출해 소원을 말해봐의 일본어 버전인 Genie를 발매했다.

## 수록 곡
| #            | 제목                                                | 작사           | 작곡                                                              | 편곡                            | 재생 시간 |
| ------------ | --------------------------------------------------- | -------------- | ----------------------------------------------------------------- | ------------------------------- | --------- |
| 1.           | 〈소원을 말해봐 (Genie)〉                           | 유영진         | Anne Judith Wik, Nermin Harambasic, Ronny Svendsen, Robin Jenssen | 유한진                          | 3:48      |
| 2.           | 〈Etude〉                                           | 황성제, 유제니 | 황성제                                                            | 황성제                          | 3:11      |
| 3.           | 〈여자친구〉 (Girlfriend)                           | 김정배         | 켄지                                                              | 켄지                            | 3:17      |
| 4.           | 〈남자친구〉 (Boyfriend)                            | 김지후         | Carsten Lindberg, Joachim Svare                                   | Carsten Lindberg, Joachim Svare | 3:48      |
| 5.           | 〈동화〉 (My Child)                                 | 황성제         | 황성제                                                            | 황성제                          | 3:34      |
| 6.           | 〈1년 後〉 (One Year Later) (Song by 제시카 & 온유) | 김진환         | 김진환                                                            | 김진환                          | 4:01      |
| 총 재생 시간 | 총 재생 시간                                        | 총 재생 시간   | 총 재생 시간                                                      | 총 재생 시간                    | 21:52     |